# 伯明翰厄丁頓 (英國國會選區)
伯明翰厄丁頓（英語：Birmingham, Erdington），英國國會一自治市選區，位於英格蘭西米德蘭茲郡伯明翰市中心東北，包括四個地方選區。
該區始創於1918年，1955年被撤，1974年恢復。工黨自1974年以來連選連任至今。2010年大選中工黨的傑克·德羅米以41.8%選票首次勝出，繼承了準備參選市長的尚·西門的議席。